# Commercial Zone
Commercial Zone (в переводе с англ. — «Коммерческая зона») — альбом студийных записей группы, записанных в период между 1982 и 1983 годами, и выпущенный в 1984 году Китом Левеном. После ухода из группы Левин сбежал с главными лентами в Америку, где он продал права за материал и выпустил несколько сотен копий альбома, скомпилированных без согласия Джона Лайдона или остальных участников группы. Commercial Zone включает в себя пять песен, которые позже были перезаписаны группой для четвёртого официального студийного альбома, «This Is What You Want... This Is What You Get» — по этой причине, «Commercial Zone», как часто полагают, является более ранним вариантом того альбома.

## История создания
В мае 1981 PiL переехали из Лондона в Нью-Йорк. В октябре 1981 их контракт с Warner Brothers истек и не был возобновлен. В январе 1982 британская музыкальная пресса сообщила, что PiL попытался записать новый альбом в Нью-Йорке с продюсерами Адамом Кидроном и Кеном Локи, но ничего не получилось — группа отрицала эту информацию в пресс-релизе на следующей неделе.
В мае 1982 барабанщик Мартин Аткинс воссоединился с группой, и началась запись их нового студийного альбома со звукооператором Бобом Миллером. 29 августа 1982 новый басист Пит Джонс присоединился к группе в студии, новый состав группы играла свой дебютный концерт четыре недели спустя (28 сентября 1982 в Нью-Йорке). В течение второй половины 1982 группа запланировала сформировать их собственный лейбл звукозаписи (Public Enterprise Productions) и лицензировать его для американского рынка, но эти планы никогда осуществлялись.
В начале ноября 1982 PiL объявил о неизбежном выпуске нового сингла «Blue Water» и мини-альбома с шестью песнями, "You Are Now Entering A Commercial Zone в их новом лейбле. Группа этого не сделала, вместо этого решила сделать запись полноформатного альбома в студиях.
К марту 1983 одна из песен «This Is Not A Love Song», был предназначен как новый сингл группы, но PiL распались, когда первый Пит Джонс и затем Кит Левен оставили группу. Сингл «This Is Not A Love Song» (с «Blue Water» как би-сайд) был выпущен в Японии, в июне 1983. Virgin Records выпустил сингл в Великобритании в сентябре 1983, и он занял 5-е место британском хит-параде.
Остающиеся участники, Джон Лайдон и Мартин Аткинс, наняли музыкантов сессии, чтобы выполнить туристические обязательства, и продолжили выступать под названием PiL.
В середине 1983, в отсутствие PiL, Кит Левен взял незаконченные ленты альбома и сделал их собственными соединениями. Он тогда прилетел в Лондон и представил их Ричарду Брэнсону как законченный альбом PiL для Virgin Records, но Джон Лайдон решил полностью оставить ленты и повторно сделать запись целого альбома на пустом месте с музыкантами сессии. Эта новая версия «Commercial Zone» стала, «This Is What You Want... This Is What You Get» в 1984 году.
Левен решил самостоятельно выпустить альбом на американском рынке и 30 января 1984 зарегистрировал лейбл PIL Records Inc. для этого одноразового выпуска.
Первый ограниченный выпуск был в большой степени импортирован в британский и европейский рынок. Второй выпуск выпущен в августе 1984 (30,000 копий), чтобы конкурировать с альбомом «This Is What You Want... This Is What».
Оригинальный Выпуск «Commercial Zone» выпущен в чистом белом рукаве с отверстием для лейбла. Лейбл показывают эмблему PiL на одной стороне, и списки следов на другом.
LP был первоначально доступен только в США, но позже переиздан с лучшим распределением и надлежащим рукавом как «Commercial Zone — Limited Edition» в 1984.
После всех этих лет «Commercial Zone» всё ещё не получила официального выпуска, и, вероятно, никогда не получит из-за лицензированных проблем и всех видов внутренних споров. Лайдон и Аткинс всё ещё оспаривает собственность Левена на альбома. Левен утверждает, что альбом — вся его собственная работа. Лайдон, также известно по слухам, недоволен своей вокальной работой.

## Музыкальный стиль
«Commercial Zone» более доступная и более коммерческая, чем предыдущие альбомы PiL. С гитарой стиля Velvet Underground на нескольких треках. У песен, как «Mad Max» и «Solitaire», имеется фанковый оттенок, в то время как у песни «Blue Water» имеется капризная атмосфера саундтрека.

## Список композиций
1. «Mad Max» — 4:15
2. «Love Song» — 4:31
3. «Bad Night» — 4:05
4. «Solitaire» — 3:43
5. «The Slab» — 3:37
6. «Lou Reed Part 1» — 3:58
7. «Lou Reed Part 2» — 2:54
8. «Blue Water» — 3:34
9. «Miller Hi-Life» — 2:38

## Чарты
- Сингл «Love Song» вошёл в британский Top75, где занимал #5 в течение десяти недель, на 17 сентября 1983.
- В Западной Германии сингл «Love Song» вошёл в Top100, где занимал #10 в течение шестнадцати недель, на 5 декабря 1983.
- В Голландии сингл «Love Song» вошёл в Top40, где занимал #12 в течение семи недель, на 10 декабря 1983.
- В Новой Зеландии сингл «Love Song» вошёл в Top50, где занимал #45 в течение одной недель, на 18 декабря 1983.

## Участники записи
- Джон Лайдон — вокал
- Кит Левин — гитара, синтезатор (бас на песнях — «Bad Night» and «Lou Reed Part 2»)
- Пит Джонс — бас (на песнях — «This Is Not A Love Song», «Mad Max», «Solitaire», «Miller Hi-Life»)
- Мартин Аткинс — барабаны, перскуссии
- Боб Миллнер — звуковые эффекты (на «Miller Hi-Life»)